# Томашниця
45°32′ пн. ш. 15°28′ сх. д. / 45.53° пн. ш. 15.46° сх. д.
Томашниця (хорв. Tomašnica) — населений пункт у Хорватії, в Карловацькій жупанії у складі міста Озаль.

## Населення
Населення за даними перепису 2011 року становило 158 осіб.
Динаміка чисельності населення поселення: